# West Rock Ridge State Park
West Rock Ridge State Park ist ein State Park im US-Bundesstaat Connecticut auf dem Gebiet der Gemeinden Hamden, Woodbridge, Bethany und New Haven. Er ist nach der 120–210 m (400–700 ft) aufragenden Diabas-Formation West Rock Ridge benannt, die zur Metacomet Ridge gehört. Diese Formation erstreckt sich vom Long Island Sound bis zur Grenze von Vermont. Eine ähnliche Formation findet sich bei East Rock. Kennzeichen des Parks sind die 11 km (7 mi) langen Klippen, die Aussichten auf das Stadtgebiet von New Haven und seine Vororte im Westen bieten. Im Park befindet sich auch die Judges Cave, ein Denkmal aus der Kolonialzeit, und der Lake Wintergreen. Der 11 km (7 mi) lange Regicides Trail, ein Teil des Blue Trail Systems von Connecticut führt durch den Park. West Rock Ridge State Park ist auch Teil eines größeren Schutzgebietes, dass staatliches, städtisches und privates Land umfasst.

## Geographie
West Rock Ridge ist ein Hügelkamm, der sich über 9,7 km (6 mi) nordnordwestlich von New Haven aus erstreckt und die Grenze der Gemeinden Woodbridge und Hamden formt. Er wird im Westen begrenzt von Konolds Pond, Lake Dawson und Lake Watrous, Stauseen des West River. Auf der Ostseite des Hügelkammes liegt der Lake Wintergreen. Der South Overlook, am Südende des Parks, bietet Ausblicke nach Westen, Süden und Osten, unter anderem auf den Sleeping Giant (Connecticut), East Rock Park mit dem „Soldiers and Sailors Monument“, dem Stadtgebiet und Hafen von New Haven, den Long Island Sound, und Long Island.
|  | Der West Rock Tunnel (seit 2003 als „Heroes Tunnel“ bezeichnet um Notfallsanitäter, Feuerwehroffiziere und Polizisten auszuzeichnen) wurde für den „Wilbur Cross Parkway“ durch den Berg getrieben. |

## Geschichte
Im 17. Jahrhundert diente West Rock als Zuflucht für Edward Whalley und seinen Schwiegersohn, Gen. William Goffe, zwei der drei „regicide judges“ die New Haven auch durch Straßennamen ehrt. . Sie waren aus England geflohen, um der Verfolgung unter König Karl II. nach der Hinrichtung seines Vaters Karl I. zu entfliehen. Das Felsenversteck der beiden heißt heute Judges Cave und auch der Regicides Trail ist im Gedenken an diese Geschichte so benannt.

## Freizeitmöglichkeiten

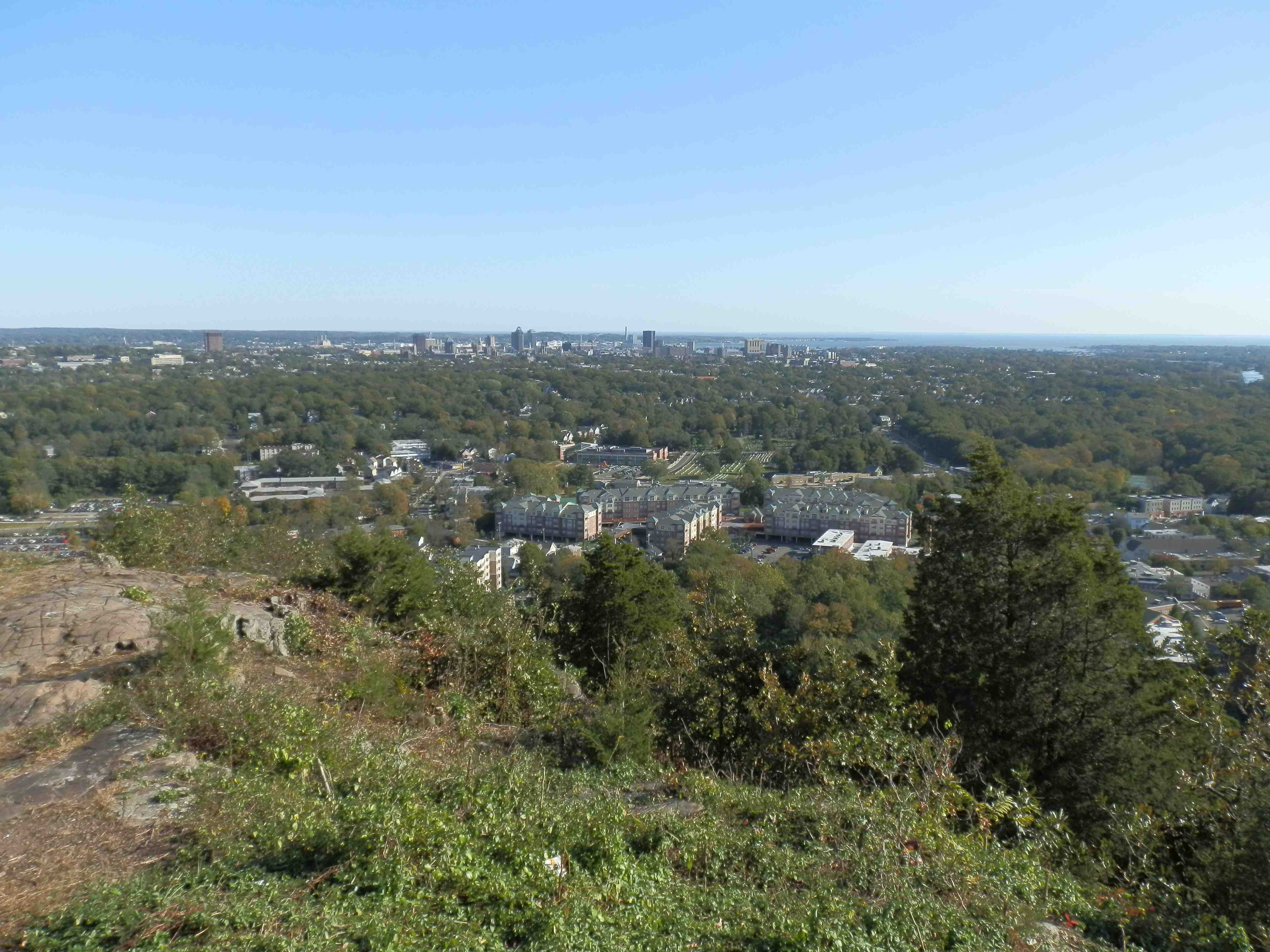
New Haven und New Haven Harbor vom South Overlook aus gesehen.

Der West Rock Ridge State Park ist täglich von Sonnenaufgang bis Sonnenuntergang geöffnet. Freizeitmöglichkeiten umfassen Wandern, Fahrradfahren, Angeln, Bootfahren oder Reiten sowie Picknicken, Cross-Country-Skilaufen und Klettern. Saisonal ist die Zufahrt zur Judges Cave sowie dem südlichen Übersichtspunkt South Overlook geöffnet an dem sich einige Picknickplätze und ein Pavillon befinden.
Im Park gibt es rund 34 km (21 mi) Wanderwege, unter anderem der Regicides Trail, der entlang der Klippen verläuft. Der Hauptzugang befindet sich am Lake Wintergreen an der Wintergreen Avenue in Hamden.